# Euchlaena arefactaria
Euchlaena arefactaria là một loài bướm đêm trong họ Geometridae.